# Шавгулідзе Георгій Володимирович
Георгій Володимирович Шавгулідзе (1910–1959) — радянський грузинський актор театру і кіно.

## Біографія
Народився 3 (16) листопада 1910 року в Кутаїсе (нині Кутаїсі, Грузія). Творчу діяльність розпочав в 1928 році під керівництвом Костянтина Марджанішвілі в Кутаїському театрі. Акторові були близькі як драматичні, так і комедійні ролі, його творчість відзначена темпераментом, яскравістю фарб, точністю деталей, гостротою форми.

## Творчість

### Театр
- «Цар Іраклій» Левана Готуа — Саят-Нова
- «Легенда про кохання» Назима Хікмета — Фархад
- «Ревізор» Миколи Гоголя — поштмейстер Іван Кузьмич Шпекін
- «Його зірка» Іллі Мосашвілі — Никифор

### Фільмографія
- 1938 — Велике зарево —  Павла Гудушаурі
- 1941 — Вогні Колхіди —  Арчіл
- 1942 — Міст —  Іло Гігаурі
- 1942 —  1943 — Георгій Саакадзе —  Нодар
- 1946 — Давид Гурамішвілі —  головна роль
- 1948 — Кето і Коте —  Ніко
- 1949 — Щаслива зустріч —  Єремії
- 1950 — Весна в Сакен —  Рашит
- 1952 — Підкорювачі вершин —  Симон Ломідзе
- 1954 — Стрекоза —  Арчіл ; Вони спустилися з гір —  Апарека
- 1955 — Чарівна сопілка —  Колдун
- 1957 — Доля жінки —  Сандро Кліміашвілі ; Я скажу правду —  Коста Девідз
- 1958 — Мамлюк —  Аслан-бек
- 1959 — Зуб акули —  Абделькадір
- 1959 — Випадок на греблі —  Мераб Джапарпідзе

## Нагороди та премії
- Сталінська премія другого ступеня (1952) — за виконання ролі Никифора у виставі «Його зірка» І. О. Мосашвілі
- народний артист Грузинської РСР (1955)
- орден Трудового Червоного Прапора (17.04.1958)
- ще один орден
- медалі